# Great Maplestead
Pour l’article homonyme, voir Little Maplestead.
Great Maplestead est un village et une paroisse civile de l'Essex, en Angleterre.